# Trasformazione isoentropica
In termodinamica, una trasformazione isoentropica è una trasformazione che avviene a entropia costante.
Corrisponde a una trasformazione adiabatica reversibile.
La trasformazione isoentropica è un caso ideale, un caso limite. Nella realtà, e cioè per macchine che svolgono trasformazioni irreversibili, l'entropia tende ad aumentare per la presenza di irreversibilità di prima specie, derivanti da fenomeni dissipativi come l'attrito, e di seconda specie legate alla presenza di reazioni chimiche o elettromagnetiche presenti nel sistema.
Una trasformazione adiabatica reversibile è anche isoentropica. Infatti essendo reversibile varia l'entropia in misura uguale all'integrale di Clausius, che, nel caso adiabatico, vale zero.

## Proprietà
La trasformazione isoentropica è un caso quasistatico della adiabatica, in cui l'entropia non aumenta.
Dal momento che l'energia scambiata dal sistema è nulla, l'equazione di Poisson implicita si ricava dal primo principio della termodinamica:
{\displaystyle C_{v}\operatorname {d} \!T+p\operatorname {d} \!V=0}

## Gas ideale
In base all'equazione di stato dei gas ideali si ottiene in assenza di lavoro isocoro per la legge di Poisson:
{\displaystyle C_{v}\operatorname {d} \!T+{\frac {NRT}{V}}\operatorname {d} \!V=0}.
cioè per quantità di sostanza:
{\displaystyle c_{v}\operatorname {d} \!T+{\frac {RT}{V}}\operatorname {d} \!V=0}.
che integrata nella temperatura e nel volume restituisce:
{\displaystyle T_{2}V_{2}^{\frac {R}{c_{v}}}=T_{1}V_{1}^{\frac {R}{c_{v}}}}
ovvero gli integrali primi (ovvero la legge di Poisson nelle sue varie forme) per la trasformazione isoentropica di un gas ideale sono:
{\displaystyle {\begin{cases}TV^{\frac {R}{c_{v}}}&=\mathrm {costante} \\pV^{{\frac {R}{c_{v}}}+1}&=\mathrm {costante} \\Tp^{-1/(1+{\frac {c_{v}}{R}})}&=\mathrm {costante} \end{cases}}}
e quindi il lavoro di volume in base alla equazione di Poisson vale nella temperatura e nel volume:
{\displaystyle L=C_{v}T_{1}\left(1-{\frac {T_{2}}{T_{1}}}\right)={\frac {c_{v}}{R}}p_{1}V_{1}\left[1-\left({\frac {V_{1}}{V_{2}}}\right)^{R/c_{v}}\right]}
che si può anche esprimere nella pressione, tenendo conto degli integrali primi:
{\displaystyle L={\frac {c_{p}}{R}}p_{1}V_{1}\left[1-\left({\frac {p_{2}}{p_{1}}}\right)^{R/c_{p}}\right]}
o se il sistema è chiuso nella densità numerica del fluido:
{\displaystyle L={\frac {c_{v}}{R}}p_{1}V_{1}\left[1-\left({\frac {n_{2}}{n_{1}}}\right)^{R/c_{v}}\right]}
Per la relazione di Mayer per un gas ideale, il rapporto può essere espresso in funzione del coefficiente di dilatazione adiabatica:
{\displaystyle {\frac {R}{c_{v}}}=\gamma -1}
quindi gli integrali primi (ovvero la legge di Poisson nelle sue varie forme) per la trasformazione isoentropica di un gas ideale sono:
{\displaystyle {\begin{cases}TV^{\gamma -1}&=\mathrm {costante} \\pV^{\gamma }&=\mathrm {costante} \\Tp^{(1-\gamma )/\gamma }&=\mathrm {costante} \end{cases}}}
e quindi il lavoro di volume vale, in funzione della temperatura e del volume:
{\displaystyle L=C_{v}T_{1}\left(1-{\frac {T_{2}}{T_{1}}}\right)=C_{v}T_{1}\left[1-\left({\frac {V_{1}}{V_{2}}}\right)^{\gamma -1}\right]}
che si può anche esprimere in funzione della pressione, tenendo conto degli integrali primi:
{\displaystyle L=C_{v}T_{1}\left[1-\left({\frac {p_{2}}{p_{1}}}\right)^{\frac {\gamma -1}{\gamma }}\right]}
o, se il sistema è chiuso, in funzione della densità numerica del fluido:
{\displaystyle L=C_{v}T_{1}\left[1-\left({\frac {n_{2}}{n_{1}}}\right)^{\gamma -1}\right]}
ovvero, se la massa molare è costante, in funzione della massa volumica del fluido:
{\displaystyle L=C_{v}T_{1}\left[1-\left({\frac {\rho _{2}}{\rho _{1}}}\right)^{\gamma -1}\right]}